# لينكا بارتاكوفا
لينكا بارتاكوفا (بالتشيكية: Lenka Bartáková)‏ مواليد 17 مايو 1991، هي لاعبة كرة سلة تشيكية. تلعب مع نادي نيمبورك لكرة السلة في الدوري التشيكي الوطني لكرة السلة. وتحمل الرقم 9. مثلت منتخب بلادها. شاركت في دورة الألعاب الأولمبية الصيفية سنة 2012.

## روابط خارجية
- لينكا بارتاكوفا على موقع الاتحاد الدولي لكرة السلة (الإنجليزية)
- لينكا بارتاكوفا على موقع كرة السلة الأوروبية.كوم (الإنجليزية)
- لينكا بارتاكوفا على موقع بروبوليرز (الإنجليزية)
- لينكا بارتاكوفا على موقع سبورتس رفرنس (الإنجليزية)
- لينكا بارتاكوفا على موقع أوليمبيديا (الإنجليزية)
- لينكا بارتاكوفا على موقع اللجنة الأولمبية التشيكية (التشيكية)